# Hans Magnus Grepperud
Hans Magnus Grepperud, född den 10 maj 1958 i Oslo i Norge, är en norsk roddare.
Han tog OS-brons i tvåa utan styrman i samband med de olympiska roddtävlingarna 1984 i Los Angeles.